# Alexander Bernhardsson
Alexander Bernhardsson, né le 8 septembre 1998 à Göteborg en Suède, est un footballeur international suédois qui évolue au poste d'ailier gauche à Holstein Kiel.

## Biographie

### Formation et débuts
Né à Göteborg en Suède, Alexander Bernhardsson est formé au Partille IF (en) avant d'évoluer dans les divisions inférieures du championnat suédois, au Jonsereds IF (en) et au Sävedalens IF (en). Il est recruté par l'Örgryte IS en novembre 2018, en vue de la saison 2019.

### IF Elfsborg
Le 20 décembre 2019, Alexander Bernhardsson signe en faveur de l'IF Elfsborg pour un contrat de cinq ans prenant effet au 1er janvier 2020. Il joue son premier match sous ses nouvelles couleurs le 9 juillet 2020 lors d'une rencontre de coupe de Suède contre l'IFK Göteborg. Il entre en jeu à la place de Samuel Holmén et son équipe s'incline par un but à zéro après prolongations. Il s'agit de sa seule apparition cette année-là, le joueur étant freiné par de sérieuses blessures, notamment aux genoux.
Bernhardsson fait sa première apparition dans l'Allsvenskan, l'élite du football suédois, le 12 mai 2021 contre l'IK Sirius. Il entre en jeu à la place de Jeppe Okkels et participe à la victoire de son équipe en inscrivant également son premier but pour Elfsborg (0-2 score final).

### Holstein Kiel
Le 22 janvier 2024, Alexander Bernhardsson rejoint l'Allemagne afin de s'engager en faveur d'Holstein Kiel. Il signe un contrat courant jusqu'en juin 2027.

### En sélection
Alexander Bernhardsson honore sa première sélection avec l'équipe nationale de Suède le 9 janvier 2023 contre la Finlande. Il est titularisé et son équipe l'emporte par deux buts à zéro,,.